# Leigh-Anne Pinnock
Pour les articles homonymes, voir Pinnock  (homonymie).
Leigh-Anne Pinnock connue sous le nom de Leigh-Anne, née le 4 octobre 1991 à High Wycombe en Angleterre, est une chanteuse du groupe britannique Little Mix. Elle est auditionnée en 2011 pour le télé crochet anglais The X Factor et est choisie pour former le groupe Little Mix avec trois autres membres : Perrie Edwards, Jade Thirlwall et Jesy Nelson.

## Biographie

### Jeunesse
Leigh-Anne Pinnock grandit à High Wycombe, en Angleterre, avec ses deux grandes sœurs : Sian-Louise Pinnock (née en 1984) et Sairah Pinnock (née le 29 avril 1989). Ses parents sont tous deux issus de familles métisses ; sa maman, Deborah Thornhill, est professeure d'histoire à l'école Harlington School et son papa, John L. Pinnock, est champion de boxe. Elle grandit au sein d'une famille caribéenne — étant d'ascendance barbadienne (du côté de sa maman) et jamaïcaine (du côté de son papa). Ses deux grands-pères ont immigré en Angleterre dans les années 1960 et se sont mariés à des femmes caucasiennes.
Durant son enfance, elle chante dans une chorale dirigée par Jay Blades. À l'âge de 9 ans, Leigh-Anne est victime de racisme pour la première fois à l'école ; s'ensuit alors plusieurs années de harcèlement scolaire. Avant de faire The X Factor en 2011, elle était serveuse chez Pizza Hut et postait sa musique sur ses réseaux sociaux, tels que Myspace et Facebook.

### Carrière musicale
Elle auditionne pour le télé crochet anglais The X Factor en 2011 en reprenant le titre de Rihanna, Only Girl. Elle échoue lors du passage au bootcamp mais elle forme un duo avec Jade Thirlwall appelé Orion et ce duo s'ajoute à celui de Perrie Edwards et Jesy Nelson pour créer le groupe Rhytmix. Le groupe change de nom, devenant Little Mix, avant la fin de l'émission et remporte la saison du télé crochet en décembre 2011. Le groupe signe alors un contrat avec le label Syco Music fondé par Simon Cowell. En novembre 2018, Little Mix se sépare de Syco Music et passe sous RCA Records, un autre label de Sony Music. En février 2022, deux mois après que le groupe ait annoncé prendre une pause pour une durée indéterminée, Leigh-Anne signe un contrat avec la maison de disque Warner Records pour sa carrière en solo.
Leigh-Anne Pinnock révèle en mai 2025 qu'elle quitte son label Warner Music Group. Son départ intervient après que le label Warner ait refusé de financer un clip vidéo, invoquant le manque d'impact de ses chansons précédentes.
Au même moment, elle annonce via une note vocale sur sa chaîne Discord qu'elle a signé avec Virgin Music Group en tant qu'artiste indépendante. Son single Been a Minute sort en juillet 2025 et marque sa première sortie en tant qu’artiste indépendante après son départ de Warner Music.

### Carrière d'actrice
Elle fait ses débuts en tant qu'actrice dans un film de Noël intitulé Boxing Day, en novembre 2020,. Un mois plus tard, elle est récompensée aux Ethnicity Awards aux côtés de Jade Thirlwall, pour leur travail en faveur de l'égalité raciale au Royaume-Uni,. Leigh-Anne Pinnock dévoile un documentaire à propos des questions raciales et du colorisme dans l'industrie musicale, apparaissant sur les chaînes BBC One et BBC iPlayer en mai 2021, intitulé « Leigh-Anne: Race, Pop & Power ».

### Entrepreneuse
Elle devient ambassadrice de la marque sportive anglaise Umbro en mars 2019,. En avril 2019, Leigh-Anne Pinnock, aux côtés de Jade Thirlwall, signe chez Sony Music Publishing en tant qu'auteur-compositeurs,. Le même mois, elle lance sa propre marque de maillots de bains intitulée « In A Seashell »,. Une collaboration entre l'entreprise anglaise ASOS et la chanteuse est commercialisée en novembre 2020,.
Elle avoue en mars 2021 avoir signé pour le label Taps Music afin de poursuivre une carrière solo parallèlement au groupe,. Elle est annoncée comme ambassadrice de la marque américaine de cosmétiques Maybelline,.
En 2023, Leigh-Anne a publié son autobiographie, intitulé Believe.

### Vie privée
En 2012, Leigh-Anne Pinnock fréquente brièvement l'acteur Lucien Laviscount et le musicien Jamar Harding.
En 2012, elle rencontre le footballeur Jordan Kiffin lors de l'avant-première du single Wings. Ils entament une relation en fin d'année 2012. En mai 2016, Leigh-Anne rencontre le footballeur Andre Gray à Marbella. En juin 2016, elle rompt avec Jordan Kiffin, après plus de trois ans de relation. En janvier 2017, elle officialise son couple avec Andre Gray, puis ils emménagent ensemble en décembre 2018. Le couple se fiance en mai 2020. Un an plus tard, en mai 2021, elle annonce être enceinte et accouche de jumelles le 16 août 2021. Leigh-Anne et Andre se marient le 3 juin 2023 en Jamaïque,.

## Filmographie

### Cinéma
Longs métrages
- 2021 : Boxing Day de Aml Ameen : Georgia Folorunsho

### Télévision
Documentaires
- 2021 : Leigh-Anne : Race, Pop & Power d'elle-même

## Discographie

### Singles
- 2023 : Don't Say Love
- 2023 : My Love (feat. Ayra Starr)[43]
- 2024 : Stealin' Love
- 2024 : Forbidden Fruit
- 2024 : OMG
- 2025 : Been a Minute